# Хрон (Титан)
У грчкој митологији, Крон или Хрон, односно Кронос (грч. Κρόνος [], лат. Cronus), р. најмлађи син Геје и Урана, вођа прве генерације Титана и на кратко владар свих богова и људи. Успешно је водио побуну против свог оца али је убрзо наставо да влада тирански баш као и он, заробљавајући Киклопе и Хекатонхире и гутајући су своју децу осим последњег. То дете, које је био Зевс, ће га свргнути и заробити у Тартар.
Крон је обично приказиван са српом или косом, оружјем које је употребио да кастрира свог оца, Урана. У Атини се дванаестог дана атичког мјесеца хекатомбајона у част Крона одржавао фестивал Кронија, које је славио жетву, што је указивало на то да је, као резултат његове повезаности с плодним Златним веком, Крон наставио да председава као заштитник жетве. Кронов пандан у римској митологији је Сатурн.

## Родослов
Крон је био син Урана и Геје, најмлађи од оригиналних дванаест Титана. Имао је петоро браће (Океан, Хиперион, Кеј, Криј и Јапет) као и шест сестара (Теја, Реја, Мнемосина, Феба, Темида и Тетија), Крон је на крају оженио своју сестру Реју са којом је имао шесторо деце: Хестију, Деметру, Херу, Хада, Посејдона и Зевса. 
Према старој причи Крон је такође био отац кентаура Хирона ког је родио када се претворио у кобилу да би збунио љубоморну Реју и тајно се спарио са Филиром, ћерком титана Океана.

## Митологија
У античким митовима које је записао Хесиод у својој „Теогонији“, Крон је завидио моћи свог оца, господара света, Урана. Уран је навукао непријатељство своје жене, а Кронове мајке, Геје, када је сакрио њихобу џиновску најмлађу дјецу, сторуке Хекатонхире и једнооке Киклопе у Тартар, тамо где нема светлости. Геја је направила велики камени срп и позвала Крона и његову браћу, Титане, да их убеди да кастрирају Урана. Једино је Крон пристао да то учини, па му је Геја дала срп и направила заседу Урану. Када се Уран састао с Гејом, Крон га је напао српом, кастрирао га, и бацио његове тестисе у море. Из крви (или, кажу неки, из семена) која се просула из Урана и пала на земљу, настали су се Гиганти, Ериније и Мелијаде. Од тестиса је настала бела пена из које се појавила Афродита. Због овога, Уран је запретио да ће се осветити јер су прекорачили границе и усудили се да почине такво дело.
У другој верзији овог мита, доброћуднији Крон је збацио с власти злу змију Титана Офиона, и на тај начин ослободио свет окова и владао њиме праведно.
Након што је поразио Урана, Крон је опет заробио Хекатонхире, Гиганте и Киклопе и поставио змаја Кампу да стражари. Он и његова сестра Реја су постали владари света. Период Кронове власти назива се „Златни век“, јер тада људима нису били потребни закони или правила; сви су чинили исправне ствари, а неморала није било.
Крон је сазнао од Геја и Урана да му је судбина да га савладају његови синови, као што је он свог оца. Због тога је своју и Рејину децу – Хестију, Деметру, Херу, Хада и Посејдона – прогутао чим би се родили, да би тако спречио пророчанство да се оствари. Када се родило шесто дете, Зевс, Реја је затражила Гејину помоћ у смишљању плана да спаси своју децу и да се освети Крону због његових злочина против свог оца и деце. 
Реја је тајно родила Зевса на Криту, а Крону је предала камен умотан  у одећу, који је он без питања прогутао, мислећи да је то његов син. Реја је крила Зевса скривеног у пећини на планини Иди на Криту. Различите верзије мита говоре да га је одгајила или коза Амалтеја уз помоћ Корибаната, који су изводили ратни плес да би направили довољно буке да пригуше бебин плач, тако да га Крон не чује, или нимфа Адамантеја која га је сакрила на дрвету, тако да није био ни на небу, ни на земљи, ни у мору, јер су све то биле области којима је владао Крон, а постоји и верзија према којој га је одгајила његова баба, Геја.
Када је одрастао, Зевс је узео средство за повраћање, које му је дала Геја, да натера Крона да поврати оно што је прогутао, обрнутим редом: прво камен, па козу, а затим и његова два брата и три сестре. Према другим верзијама мита, Титанка Океанида Метида је дала Крону средство за повраћање или му је Зевс распорио стомак. Након што је ослободио своју браћу и сестре, Зевс је ослободио Гиганте, Хекантонхире и Киклопе, који су исковали муњу за њега, трозбац за Посејдона и шлем невидљивости за Хада. У великом рату, који се назива Титаномахија, Зевс и његова браће и сестре, уз помоћ Гиганата, Хекатонхира и Киклопа, поразили су Крона и Титане. Након тога, већина Титана је затворена у Тартар. Неки Титани нису прогнани у Тартар. Атлант, Епиметеј, Менетије, Прометеј и Океан били су међу онима који нису утамничени након Титаномахије. Геја је родила Тифона да освети заробљене Титане, али Зевс је опет победио.
Постоје различите верзије о Кроновој судбини након Титаномахије. Хомер наводи да је он утамничен заједно с осталим Титанима у Тартар. У орфичким песмама, заувек је заробљен у Никтиној пећини. Пиндар говори да га је Зевс ослободио из Тартара и поставио за краља Јелисејских поља.

## Римска митологија и касније
Док су Грци сматрали Крона окрутном и бесном силом хаоса и нереда, сматрајући да су Олимпски богови донели период мира и реда отевши моћ од грубих и злокобних Титана, Римљани су имали позитивније виђење овог бога, тако што су помешали свог бога Сатурна са Кроном. Као последица тога, за разлику од Грка који су Крона посматрали само као посредника између Урана и Зевса, Сатурн је заузимао важније место у римској религији. Сатурналије су биле фестивал посвећен Сатурну, а бар један Сатурнов храм је већ постојао у Римском краљевству.  

## Контроверза Крон/Хрон
Уобичајено Кроново име у најстаријим грчким текстовима је Κρόνος, под тим именом се помиње и у Хесиодовој "Теогонији". У класично доба, а и код каснијих коментатора Кроново име се повезује са грчким изразом за "време" (χρόνος), као што је забележено у стиховима Ферекида са Сира, који је иначе био познат по својим покушајима да "рационално утемељи" песничке теогоније. Савремени теоретичари се углавном слажу да имена Кронос и Хронос нису повезана, и да је бог времена Хронос у грчкој традицији сасвим различито митолошко биће.